# Tagaranna (Mustjala)
Tagaranna – wieś w Estonii, w prowincji Sarema, w gminie Mustjala.